# Dirk Haspels
Derk Jan Adrianus (Dirk) Haspels (Nijmegen, 17 september 1837 – Rotterdam, 12 maart 1903) was een Nederlands toneelspeler.

## Levensloop
Hij werd geboren als zoon van boekhandelaar en boekdrukker Derk Jan Haspels. Ook al was hij daar niet voor opgeleid werd hij in 1860, in navolging van zijn oudere broer Jaap (1829-1897), toneelspeler. Hij begon zijn carrière in een reizend gezelschap waar ook die broer toneel speelde. Zijn eerste grote rol had hij bij het gezelschap van Valois in Den Haag toen hij in 1867 Rafaël speelde in het stuk Marmeren Beelden. 
Na verbonden te zijn geweest met diverse gezelschappen (vaak samen met zijn broer) sloot hij zich aan bij "De Nieuwe Schouwburg-Vereeniging" die Jaap Haspels in 1874 samen met Antoine Jean Le Gras (1838-1899) en Willem van Zuylen (1847-1901) had opgericht. Zijn vertolking van koning George in het door Multatuli geschreven toneelstuk Vorstenschool werd door die schrijver zeer bewonderd. In 1881 werd dat gezelschap de Rotterdamse afdeling van Het Nederlandsch Tooneel, die ruim drie jaar bestaan heeft. 
Daarna richtten de broers Haspels, Le Gras, Rosier Faassen (1833-1907) en Catharina Beersmans (1845-1899) het gezelschap "De Vereenigde Rotterdamsche Tooneelisten" op. Van dat laatste gezelschap was Dirk Haspels van 1885 tot 1899 mededirecteur en verder was hij vanaf 1878 enige tijd mededirecteur van de Groote Schouwburg in Rotterdam. Tot in zijn laatste levensjaren stond hij zelf op de planken.
Begin 1903 overleed hij op 65-jarige leeftijd. In Rotterdam is in 1911 de Haspelsstraat naar de broers Jaap en Dirk Haspel vernoemd. 

### Familie
Hij trouwde met Lina Valois; een dochter van actrice Wilhelmina Gerretje Sablairolles en Jean Chrétien Valois, die van 1854 tot 1878 directeur was van de Koninklijke Schouwburg in Den Haag. Dochters Rika Haspels en Marie Haspels gingen ook aan het toneel.